# Anogmoides fumipennis
Anogmoides fumipennis är en stekelart som beskrevs av Askew 1970. Anogmoides fumipennis ingår i släktet Anogmoides och familjen puppglanssteklar.
Artens utbredningsområde är:
- Sverige.
- Nordmakedonien.

Arten är reproducerande i Sverige. Inga underarter finns listade i Catalogue of Life.